# Бажанов, Дмитрий Андреевич
Дмитрий Андреевич Бажанов (14 октября 1902 года, Саратов — 7 февраля 1946 года, Москва) — советский художник книги, график, каллиграф, шрифтовик. Автор особой орнаментации и рисованных шрифтов.

## Биография
Дмитрий Андреевич Бажанов родился 14 октября 1902 года в городе Саратове. В 1924 году окончил московские Высшие художественно-технические мастерские (ВХУТЕМАС), педагог — академик Императорской Академии художеств Д. Н. Кардовский.
С конца 1920-х годов художник работал с издательствами: Государственное издательство художественной литературы (Гослитиздат, нынешнее издательство «Художественная литература»), Госиздат, ГИХЛ и др.
За годы работы художник оформил множество книг, среди них: «Людишки» П. В. Орешина (1927), «Северное сияние» М. Марич (1928), «Записки» Ф. Ф. Вигеля (1928), «Очерки по истории культуры» П. Лафарга (1928), «Весенний день» А. А. Жарова (1929), «Сочинения» М. М. Коцюбинского (1929), «Избранные произведения» Дж. Байрона (1937), «Остров Баранова» Ивана Кратта (1946, Военное издательство вооруженных сил СССР) и др. Получил известность как автор оригинальных орнаментов и ручных шрифтов.
Свои произведения художник выполнял в основном в технике ксилографии. В 1954—1961 годах, после смерти Д. Бажанова, по его разработкам, сотрудник отдела наборных шрифтов предприятия НПО Полиграфмаш М. Г. Ровенский разработал гарнитуру под названием «Бажановская титульная». Гарнитура представляет собой шрифт старомодного оттенка, имеющий формы рукодельных шрифтов 40-х годов советского периода. Шрифт был предназначен для титульных и акцидентных работ (малых наборных форм — визитки, плакаты, реклама, обложки и книжные формы).
Скончался Бажанов Д. А. 7 февраля 1946 года в Москве.

## Галерея
- Бажанов Д. А. Вечером
- Мужская голова. 1924
- Страница из букваря
- Оформление книги
- Оформление шрифтов